# 神現祭

「民衆の前に現れたキリスト」（アレクサンドル・イワノフ、トレチャコフ美術館蔵）

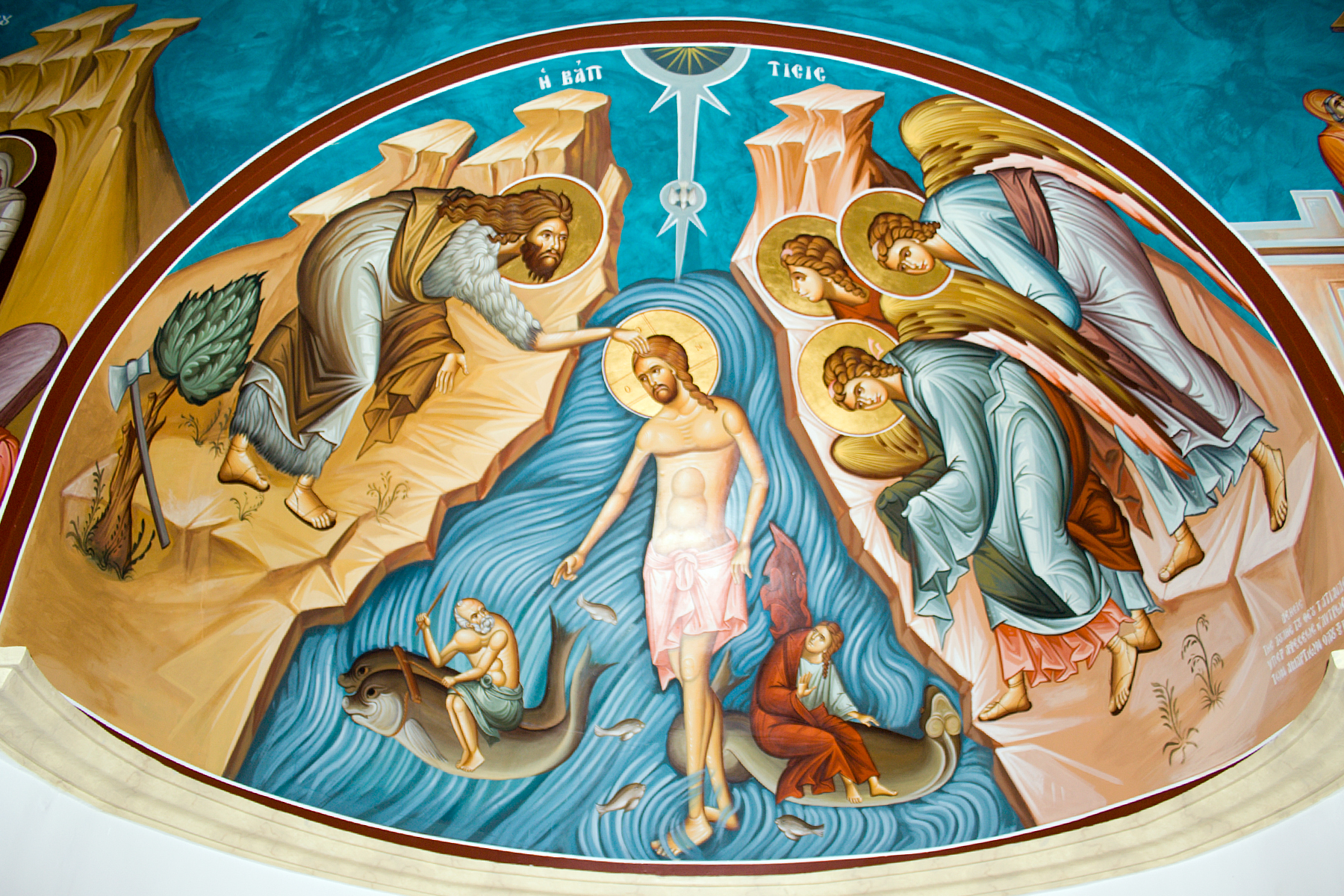
神現祭の壁画イコン（ヨルダン川河畔にある前駆授洗イオアン教会）

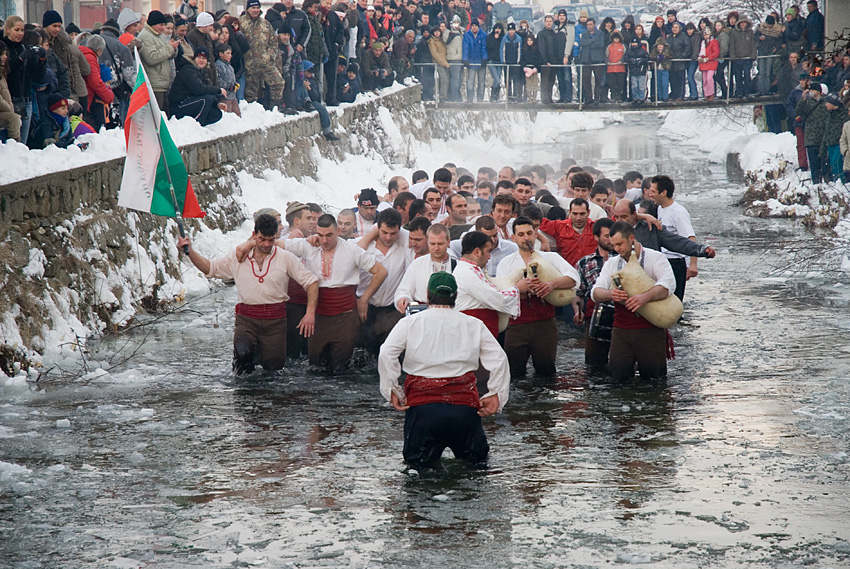
ブルガリア正教会での神現祭の一場面。川や湖で聖水式が行われた後、聖水となった水の中に入る習慣が世界各地の正教会にある（全ての個々の教会で行われているわけではなく、また日本正教会では行われていない）。イイスス・ハリストス（イエス・キリスト）の洗礼によって水が成聖されたことを記憶する。

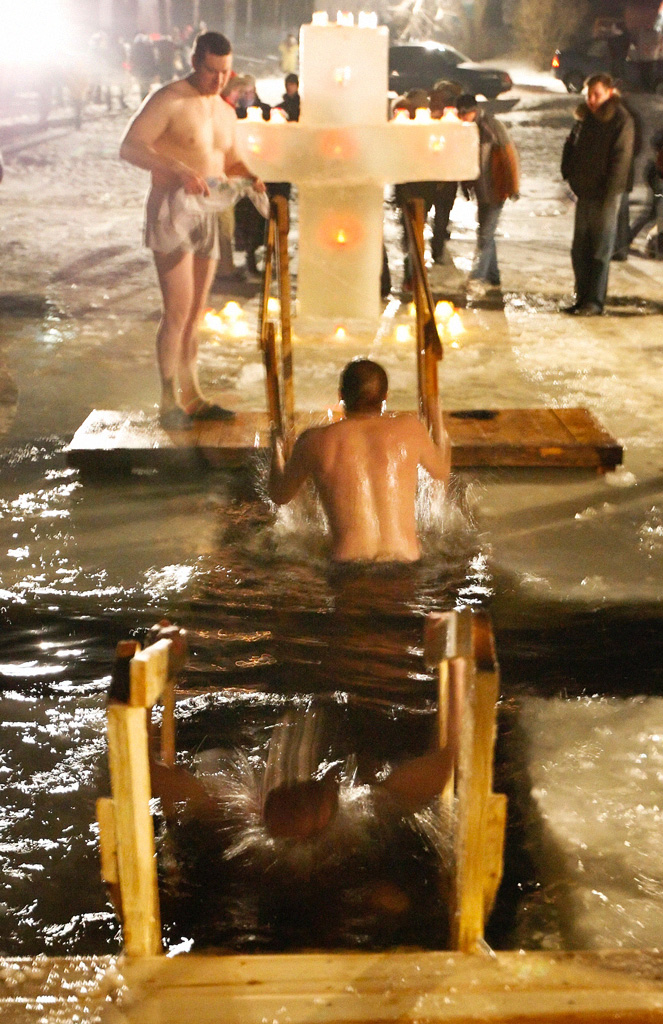
ヴォルガ川での神現祭の一場面。氷の十字架が用意されているが、同様の習慣は世界各地の正教会にある。

神現祭（しんげんさい：ギリシア語: Θεοφάνια, ロシア語: Богоявле́ние, 英語: Theophany）は、イエス・キリスト（イイスス・ハリストス）が洗礼者ヨハネ（前駆授洗イオアン）によって洗礼を受けたことを記念するキリスト教東方教会の祭りで、正教会（ギリシャ正教）での十二大祭の一つの名称。祭日は1月6日（ユリウス暦を使用する教会では、21世紀現在1月19日に相当）。
同じく1月6日に、ローマ・カトリックや聖公会、ルーテル教会など伝統的な西方教会では「公現祭」「顕現日」など（英語: Epiphany）と呼ばれる祭を祝うが、祭の意味は異なる。

## 概要

### 神の顕現
「ギリシア語: Θεοφάνια, Theophania, 現代ギリシア語：セオファニア」の原義は「神が人類に現れた」という意味。ユダヤ教を様々な意味で受け継いだキリスト教では、ギリシア教父のひとりで聖書学者のエウセビオスは『神の現れについて』（Peri theophaneias）で、イエスの受肉について論じている。
プロテスタント福音派のロン・ローズ（Ron Rhodes）などは、旧約聖書にしばしば現れる天使は、受肉前のイエスであると説明している。

### 古代教会とアルメニア使徒教会
この祭日のルーツはアナトリア（現代のトルコ）などの地域にあると考えられている。もともとはエピファネイア（現れ）という名称によって、キリストの降誕から東方の三博士の来訪、イエスの子供時代のすべての出来事、そしてヨルダン川で洗礼者ヨハネから洗礼を受ける（イエスの洗礼）までの、降誕祭を含めたすべての祝いを含んでいた。また、ユダヤ教のハヌカをキリスト教が引き継いだものであるともいわれる。
アルメニア使徒教会とアルメニア典礼カトリック教会においては、現在でも教会暦上の1月6日（アルメニア本国などではグレゴリオ暦、エルサレムのアルメニア総主教区においてはユリウス暦を使用）に、キリストの降誕と同時にイエスの洗礼の記念が祝われる。アルメニア共和国においては、1月6日が国定祝祭日となっている。

### 東方正教会（ギリシャ正教）
東方正教会（ギリシャ正教）では、イイスス・ハリストス（イエス・キリスト）の洗礼を記憶することから主の洗礼祭とも呼ばれる。祭日は1月6日（ユリウス暦を使用する正教会では1月19日に相当）。
イイスス・ハリストス（イエス・キリスト）の洗礼と、至聖三者の顕現を祝う。後者の意義は、主の洗礼の際に天から神父（かみちち：至聖三者のうちの「父なる神」）の声が聞こえ、聖神（聖霊）が鴿のかたちでくだったという福音書の記述による、
4世紀に西方教会に伝わり、現在の公現祭（顕現日などとも）となったが、西方教会では主の洗礼の意味は失われ、東方の博士の来訪が記念の中心となり、異邦人に対する主の顕現として祝われるようになった。
この祭りで記憶される内容として以下が挙げられる。
- 至聖三者の顕現（洗礼を受けるイイスス、鴿のかたちで降った聖神、天からの声で示された父なる神）[3][5]
- 本来洗礼を必要としない、真の神でもあり真の人でもあるイイスス・ハリストス（イエス・キリスト）は、謙遜によって洗礼を受けることで、人々に洗礼を受ける模範を示した[5]。
- 本来洗礼を必要としない、真の神でもあり真の人でもあるイイスス・ハリストス（イエス・キリスト）は、ヨルダン川の水に入って洗礼を受けることで、水を聖にした[1][3]。

聖書の箇所は以下の通りである。
- マトフェイ福音（マタイによる福音書） 3章
- マルコ福音 1章1節 - 9節
- ルカ福音（ルカによる福音書） 3章21節 - 22節
- イオアン福音（ヨハネによる福音書） 1章31節 - 34節

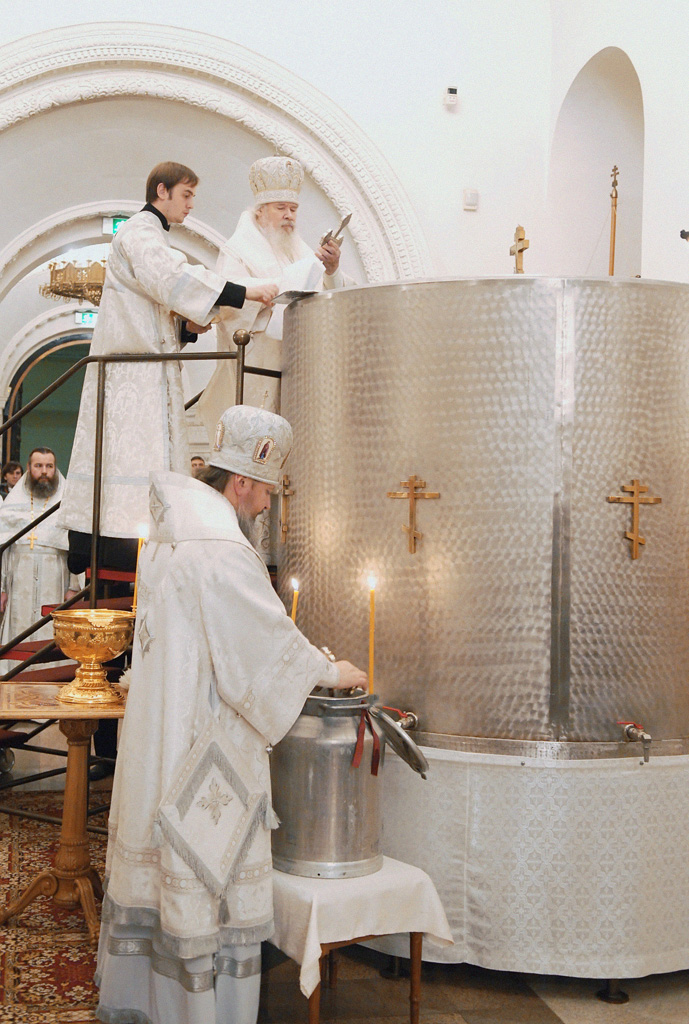
大聖水式でタンクの水を成聖するモスクワ総主教アレクシイ2世

神現祭に大聖水式を行なう習慣がある。聖堂内もしくは屋外に用意されたタンクに水を満たし、水の中に十字架を浸して十字を画き、水の成聖（せいせい）を行うものである。こうして成聖された水は聖水と呼ばれ、信徒達に分け与えられる。神品 (正教会の聖職)が手近な水辺（海、川、湖、池、プール、貯水池など）に赴き、同様の大聖水式を行うこともある。
神現祭以外の日にも聖水が不足してきた際に適宜行われるものとして小聖水式があるが、大聖水式は神現祭でのみ行われるものである。
神現を記憶する聖堂、修道院も数多く存在する。

### 西方教会
西方教会のローマ・カトリックと、それから派生した聖公会、プロテスタントの一部では、一般に、異邦人（非ユダヤ人）である東方の三博士に救い主イエスが現れた日として祝う。祭日は1月6日。